# 南森蒂内拉
南森蒂内拉是巴西南大河州的一个市镇。总面积281.959平方公里，总人口5312人，人口密度18.8人/平方公里。